# Občina Luče
Občina Luče je ena od občin v Republiki Sloveniji. Mejne občine so: Solčava, Črna na Koroškem, Gornji Grad, Ljubno in Kamnik.

## Zgodovina
Kot občina so se Luče prvič omenjale leta 1593. Današnja občina je bila ustanovljena leta 1993.

## Naselja v občini
Konjski Vrh, Krnica, Luče, Podveža, Podvolovljek, Raduha, Strmec